# Francisco J. Mújica, Baja California Sur
Francisco J. Mújica är en ort i Mexiko.   Den ligger i kommunen Mulegé och delstaten Baja California Sur, i den västra delen av landet, 1 700 km nordväst om huvudstaden Mexico City. Francisco J. Mújica ligger 88 meter över havet och antalet invånare är 109.
Terrängen runt Francisco J. Mújica är platt.  Trakten runt Francisco J. Mújica är nära nog obefolkad, med mindre än två invånare per kvadratkilometer. Närmaste större samhälle är Villa Alberto Andrés Alvarado Arámburo, 10,6 km sydost om Francisco J. Mújica. Omgivningarna runt Francisco J. Mújica är i huvudsak ett öppet busklandskap.